# Usedom

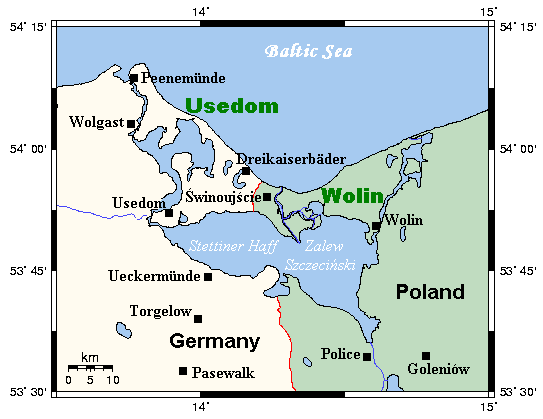
Mapa de situació de l'illa d'Usedom o Uznam

Usedom (nom alemany) o Uznam (en polonès) és una gran illa d'Alemanya i Polònia. Es troba a l'extrem nord-est d'Alemanya i a l'extrem nord-oest de Polònia. Està envoltada per la mar Bàltica, amb la badia de Pomerània al nord i la llacuna de Szczecin al sud. L'illa pertany a la regió alemanya de Pomerània Occidental, tret el poble polonès de Świnoujście, situat a la part més oriental de l'illa. Té una superfície total de 445km² (dels quals 373km² corresponen a la part alemanya i 72km² a la part polonesa) i una població total de 76.500 persones (31.500 a la part alemanya i 45.000 a la polonesa).

## Etimologia
El nom Uznoimia civitas fou mencionat per primera vegada el 1125 pel bisbe Otto von Bamberg i designava la ciutat al sud de l'illa. Uznoimia prové segurament del mot eslau znoj. El nom canvià a Uznoimi, Uznoim (1175), Uznam, Uznom, Uzdem, fins a Usedum el 1420.
Segons una llegenda antiga narrada pels habitants, usedom deu el seu nom a les reunions que s'havien organitzat per trobar un nom a l'illa. Com que les discussions s'allargaven i es feien eternes, i no s'hi arribava a cap acord, es decidí finalment adoptar el primer nom que fos proposat. Fou llavors que un dels assistents deixà escapar: Oh so dumm! (Oh, que idiota!). Sens dubte volia continuar la seva frase amb una proposta de nom, però ja fou massa tard. L'illa fou nomenada "Oh, so dumm", que es transformà al llarg del temps a Usedom.

## Història

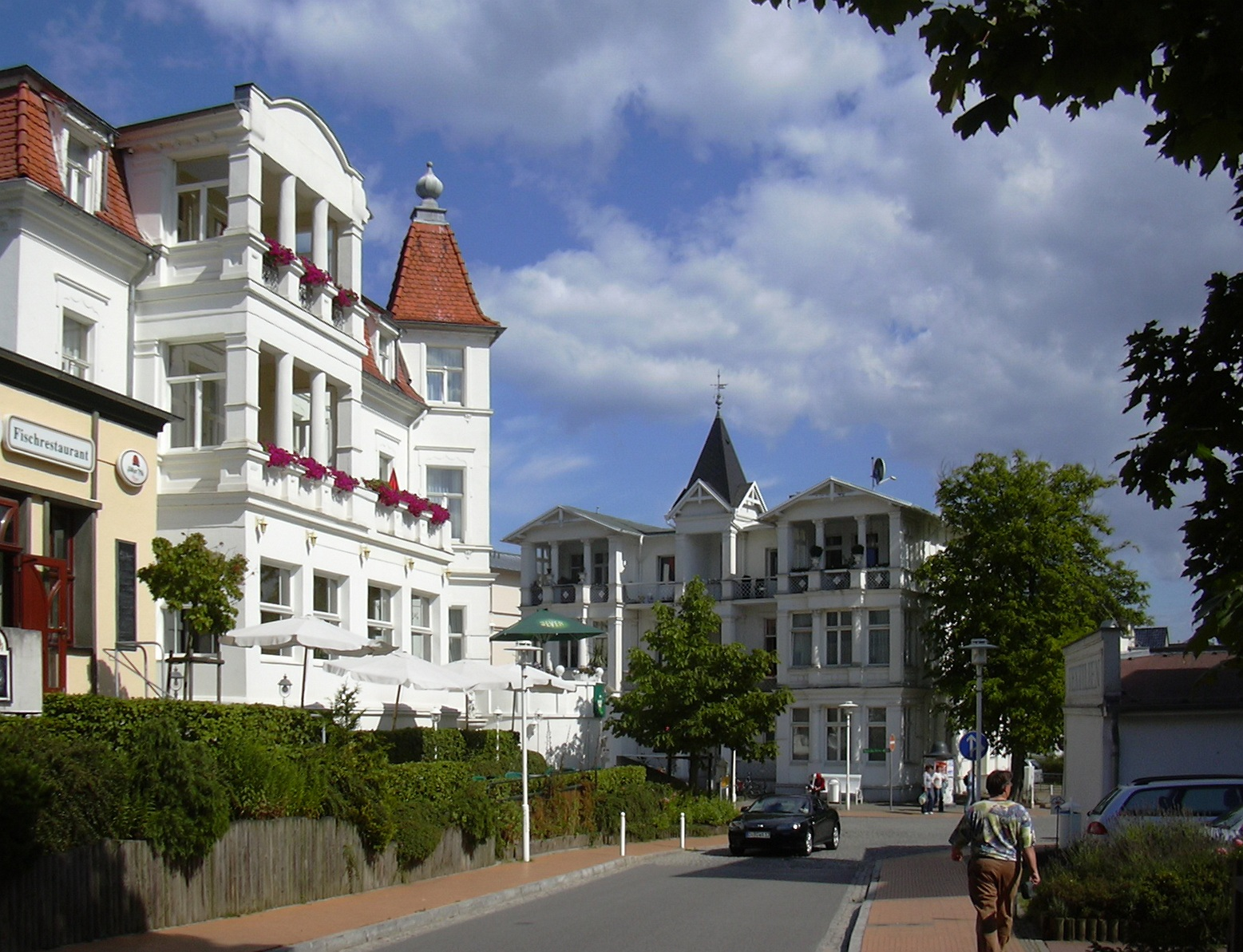
Ciutat de Bansin

La primera menció del nom d'Usedom, el segle xii, concerneix la petita ciutat homònima al sud-oest de l'illa. Se cita tot parlant de la conquesta de la regió pel primer duc de Pomerània Occidental: Warcisław I, i de la missió que hi havia enviat amb l'ajut d'Otto de Bamberg, el bisbe de Brandenburg. La creu construïda el 1928 sobre la muralla del castell d'Usedom hi fou erigida en record de l'adopció del cristianisme per part de la majoria d'eslaus de l'illa i de la part continental de la Pomerània Occidental.
Fins a mitjan segle xiii Usedom fou una de les residències preferides dels ducs de Pomerània. De seguida, va perdre importància, i Wolgast i Szczecin en guanyaren. A la primera meitat del segle xiii començà la immigració de colons alemanys després de llargues dècades de batalles entre els habitants eslaus i danesos. Fou així com l'illa fou enllaçada a l'espai cultural alemany. Van aparèixer-hi noves ciutats amb la constitució d'assemblees de Hufner i l'assoliment triennal. Els nobles d'origen alemany i eslau es conformaren amb el dret feudal. A l'emplaçament de la gran aglomeració eslava d'Usedom va aparèixer la ciutat alemanya d'Usedom, que va rebre el 1295 el dret urbà de Lübeck. Un dels principals pilars de la nova civilització era l'església, en primer lloc la del claustre dels Premontrats, que fou construïda als voltants d'Usedom cap al 1155 i que fou transferida el 1308 a Pudagla. A l'edat mitjana una part considerable de l'illa pertanyia al convent abans que el confisqués el duc de Pomerània i l'administrés el servei del duc, al llarg de la reforma el 1535.
El 1630, un exèrcit suec comandat per Gustau II Adolf desembarcà a Peenemünde. És així com començà la intervenció pròpiament dita del regne nòrdic al llarg de la Guerra dels Trenta Anys. Usedom, com Pomerània Occidental i tota la regió de la desembocadura de l'Oder, hi comprèn l'illa veïna de Wolin, que van tornar a pertànyer a Suècia. Això no obstant, els sobirans suecs només comandaven com a ducs de Pomerània i la regió formava encara part del Sacre Imperi Romanogermànic. Ni llavors ni més tard, durant els canvis ulteriors de dominació, no se n'expulsà la població, això només es produí el 1945. Entre el 1648 i el 1720, l'illa d'Usedom fou diverses vegades l'escenari de combats entre Prússia-Brandenburg i Suècia. Després de la guerra nòrdica, l'illa passà a ser de Prússia.
En el quadre polític del desenvolupament econòmic dut a terme per la corona prussiana, es procedí des de la primera meitat del segle xviii a l'allargament de la Swine, difícilment franquejable fins llavors, es creà aleshores una nova ciutat: Swinemünde. La nova ruta de navegació havia de tenir port a Szczecin, independentment del vell accés controlat per Suècia al Peenestrom Wolgast.
El 1818 es creà el cercle d'Usedom-Wollin amb el districte de Świnoujście com a capital, en el marc de la reforma administrativa prussiana de les dues illes: Usedom i Wollin. Uns anys més tard, del 1824 al 1825, els banys de mar començaren a Świnoujście i Heringsdorf i fins a mitjan segle xix, encara Koserow, Zinnowitz i Ahlbeck, persistiren. Tanmateix, la gran època dels banys de mar que va fer famosa l'illa d'Usedom més enllà de la regió, només començà després de la fundació de l'Imperi alemany. Amb la construcció del ferrocarril imperial, una part de l'illa, al sud-est, fou incorporada a la ciutat de Kaseburg i a l'illa, entre el canal i la Swine.
Al llarg de la Segona Guerra Mundial hi havia a Peenemünde un laboratori de l'exèrcit terrestre, un territori de test per a míssils, i a Świnoujście una base naval. Aquestes instal·lacions van ser la causa d'atacs aeris aliats del 1943 al 1945, d'entre els quals un atac a Świnoujście que causà el 12 de març del 1945 al migdia una esfereïdora massacre entre els refugiats que s'acumulaven a l'est de l'illa. Foren inhumats a les fosses comunes al Golm, una altura prop de Kamminke, directament a l'actual frontera, on avui dia hi ha un moment en llur record. A la conferència de Potsdam, es decidí que Świnoujście passés a formar part de Polònia, el 6 d'octubre del 1945. El 1950, la RDA, al tractat de Görlitz, va reconèixer la nova frontera.
Del 1945 al 1952, la part que quedava a la zona d'ocupació soviètica de l'illa constituïa encara el cercle administratiu d'Usedom. L'administració del districte va residir-hi de l'octubre del 1945 al març del 1946 a Bansin, després a Ahlbeck, on, des de l'octubre del 1945, l'oficina del comandant del districte soviètic es va instal·lar a Świnoujście. Amb la reforma administrativa de l'estiu del 1952 es creà, amb el cercle d'Usedom i les parts veïnes del continent que havien pertangut al cercle de Greifswald, el nou cercle de Wolgast amb seu de l'administració del districte a la ciutat homònima.
El turisme fou, fins i tot després de la Segona Guerra Mundial, un pou econòmic important juntament amb l'agricultura i la pesca. Els hotels privats més grans i les pensions van ser confiscats el 1953 al quadre de l'operació "rosa" i les instal·lacions van ser atribuïdes a les companyies de l'estat de tot la RDA, al servei de vacances del FDGB i a les institucions estatals.
Després del 1990, el sector principal de l'economia és el turisme.